# Axel Schandorff
Axel Carl Schandorff (Copenhague, 3 de marzo de 1925-Copenhague, 27 de enero de 2016) fue un deportista danés que compitió en ciclismo en la modalidad de pista, especialista en la prueba de velocidad individual.
Participó en los Juegos Olímpicos de Londres 1948, obteniendo una medalla de bronce en la prueba de velocidad individual y el quinto lugar en el kilómetro contrarreloj.
Ganó dos medallas de plata en el Campeonato Mundial de Ciclismo en Pista, en los años 1946 y 1948.

## Medallero internacional
| Juegos Olímpicos   | Juegos Olímpicos         | Juegos Olímpicos  | Juegos Olímpicos         |
| Año                | Lugar                    | Medalla           | Competición              |
| ------------------ | ------------------------ | ----------------- | ------------------------ |
| 1948               | Londres (Reino Unido)    | Medalla de bronce | Velocidad individual     |
| Campeonato Mundial |                          |                   |                          |
| Año                | Lugar                    | Medalla           | Competición              |
| 1946               | Zúrich (Suiza)           | Medalla de plata  | Velocidad individual (A) |
| 1948               | Ámsterdam (Países Bajos) | Medalla de plata  | Velocidad individual (A) |